# Charles Rochussen

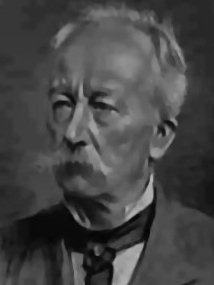
Charles Rochussen (1881)

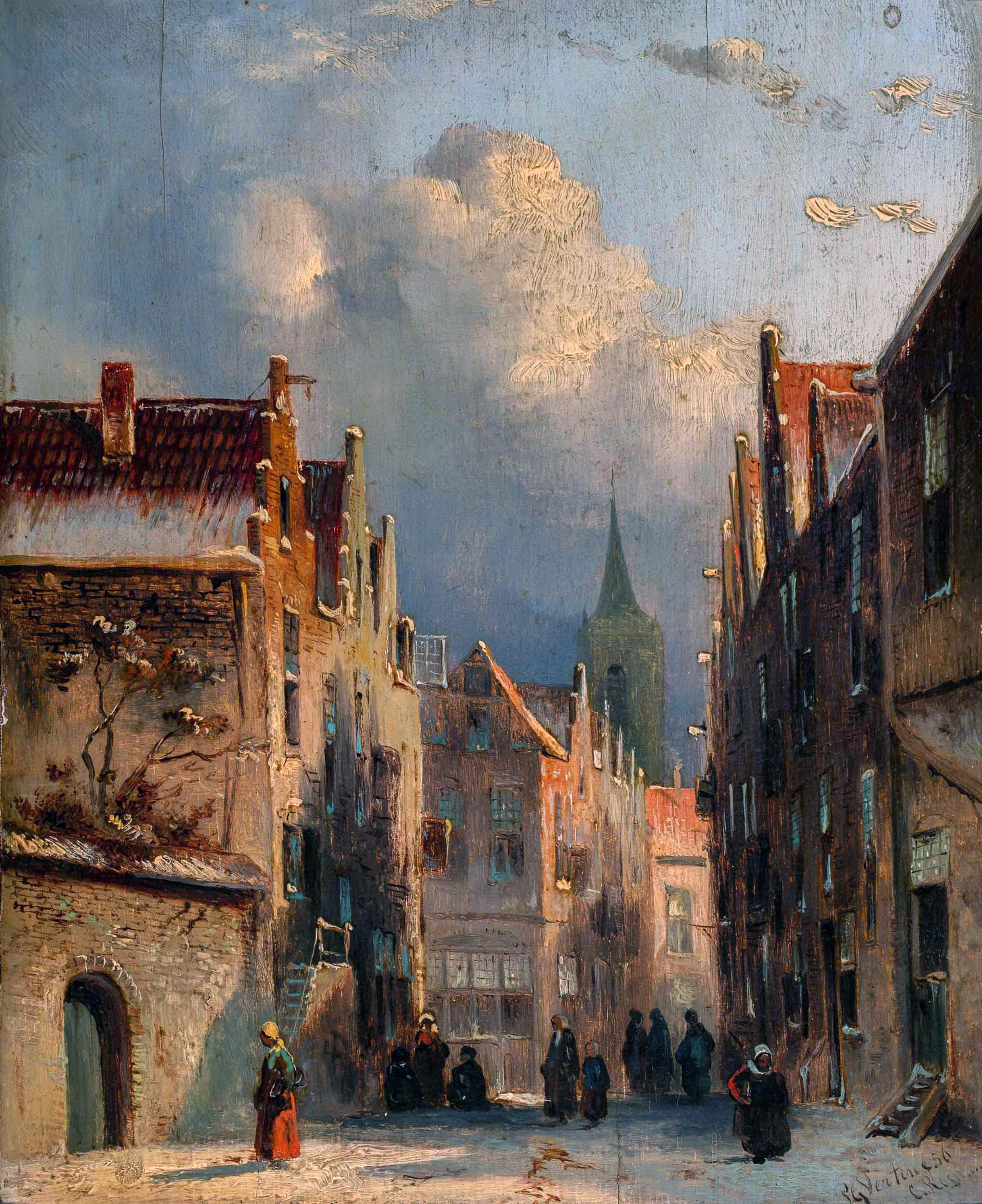
Winterliche Straßenszene (1856)

Charles Rochussen (* 1. August 1814 in Kralingen bei Rotterdam; † 22. September 1894 in Rotterdam) war ein niederländischer Historienmaler und Illustrator sowie Aquarellist, Radierer und Lithograf.
Er arbeitete anfangs in einem Büro und entschloss sich erst im Alter von 22 Jahren, Künstler zu werden. Rochussen studierte ab 1837 an der Koninklijke Academie van Beeldende Kunsten in Den Haag bei Wijnandus Johannes Josephus Nuijen (1813–1839) und nach dessen Tod bei Antonie Waldorp. Er zählt zu den Vorreitern der Haager Schule. Auch sein Bruder Henri Rochussen (1812–1889) wurde Maler.
Er wechselte mehrmals seinen Wohn- und Arbeitsplatz: Er wohnte bis 1846 in Den Haag, unternahm von 1846 bis 1849 Studienreisen durch Belgien, Deutschland und Frankreich, wohnte von 1849 bis 1869 in Amsterdam und ließ sich 1870 in Rotterdam nieder.
1836 wurde er Mitglied der Koninklijke Akademie van Beeldende Kunsten in Amsterdam.
Er wurde Mitarbeiter von Petrus Gerardus Vertin, Franciscus B. Waanders, Johannes Franciscus Hoppenbrouwers, Johannes Warnardus Bilders und Cornelis Lieste.
Rochussen illustrierte zahlreiche Bücher, u. a. von Gustave Aimard und Jacob van Lennep.
Zu seinen Schülern gehörten August Allebé, George Hendrik Breitner und Hendrik Adriaan Christian Dekker.